# 查干敖包庙 (苏尼特右旗)
查干敖包庙，位于内蒙古自治区锡林郭勒盟苏尼特右旗，是一座藏传佛教格鲁派寺院。

## 简介
查干敖包庙位于苏尼特右旗赛汉塔拉镇哈登胡舒嘎查的所在地宝力嘎以北大约2公里处。查干敖包庙的建筑规模和宗教影响力在苏尼特右旗位居中上。
该庙地处呼和浩特－贝子庙（锡林浩特）路与张（张家口）－库（库伦）路的交叉处，是交通要道，从而成为中国共产党内蒙古早期领导人的落脚之地及联络点之一。1931年九一八事变后，中共察哈尔盟党组织领导纪松龄派出胡景祥、朱日明以皮毛商的身份常驻此地。1933年，中国共产党内蒙古早期领导人毕力格巴图尔、吉雅泰、贵中从苏联莫斯科东方大学学习归来，便居住在查干敖包庙，其间贵中失踪。 1947年5月，中国人民解放军内蒙古骑兵第4师31团1连（连长为图布登）与苏尼特右旗保安大队（大队长为额尔登陶克陶）在此地与蒙古军参谋长宝贵廷率领的一个团兵力进行了战斗。
如今，该庙已沦为一片废墟。